# اردوگاه الفوار
اردوگاه الفوار (عربی: مخيم الفوار) اردوگاه پناهندگان فلسطینی است که روی قطعه خاکی در شهر الخلیل زمانی که روستاهای فلسطینی در سال ۱۹۴۸ اشغال شدند به این شهر مهاجرت کردند، بنا شده‌است که به این اسم شناخته می‌شود. الفوار وابسته به شهرداری «دور» است. اردوگاه الفوار از شرق به «الریحیه» و از شمال به اراضی شهر «یطا» منتهی می‌شود.

## موقعیت جغرافیایی
اردوگاه الفوار در جنوب شهر الخلیل در ۸کیلومتری آن واقع شده‌است.

## مساحت
مساحت منطقه ساختمانی و سکنی بالغ بر ۲۸۵ هزار مترمربع می‌باشد. اداره آمارگیری مرکزی فلسطین در سال ۱۷۹۹ مساحت این کمپ را ۸۷۰ هزار مترمربع اعلام کرده‌است.

## آب و هوا
اردوگاه الفوار ۷۶۰ متر بالاتر از سطح دریا قرار گرفته‌است. هوای آن در زمستان معتدل و بارندگی است و در تابستان گرمای خشک می‌باشد. میزان بارندگی در اردوگاه در سال به‌طور متوسط ۳۰۰ میلیمتر است. دمای آن در زمستان ۵ و در تابستان ۳۵ درجه می‌باشد.